# Luigi Valcarenghi
Luigi Valcarenghi (Grumello Cremonese, 8 gennaio 1891 – Passo Uarieu, 21 gennaio 1936) è stato un militare italiano, insignito della medaglia d'oro al valor militare alla memoria nel corso della guerra d'Etiopia.

## Biografia
Nacque a Grumello Cremonese l'8 gennaio 1891. Arruolatosi nel Regio Esercito nel corso della prima guerra mondiale, come sottotenente di complemento in forza al 7º Reggimento bersaglieri, tra il 1915 e il 1916 combatté sul fronte carsico, ottenendo la promozione a capitano. Nell'aprile 1917 fu trasferito in Libia con il suo reparto, l'anno successivo ottenne di rientrare in Patria assegnato al I Gruppo d’assalto del battaglione "La Marmora". Nell'ottobre 1918, alla testa della sua compagnia fu tra i primi a riattraversare il fiume Piave nel corso della battaglia di Vittorio Veneto. Per il suo comportamento coraggioso fu insignito della medaglia di bronzo al valor militare, e posto in congedo nel 1919 fu poi promosso maggiore.
Sostenitore del fascismo, nel 1922 partecipò alla marcia su Roma e nel 1923 entrò nella Milizia Volontaria Sicurezza Nazionale dove venne promosso seniore a scelta nel 1932. Il 14 febbraio 1935 ottenne di essere destinato in Africa Orientale nelle file del Regio corpo truppe coloniali d'Eritrea, e dopo pochi giorni sbarcava a Massaua dove fu nominato comandante del II Battaglione del I Gruppo battaglioni CC. NN. (Camicie Nere) del gruppo battaglioni Generale Diamanti. Partecipò alla guerra d'Etiopia e cadde in combattimento il 21 gennaio 1936 nel corso della battaglia di Passo Uarieu insieme all'amico Reginaldo Giuliani, dopo aver combattuto aspramente. Per il suo eroismo fu insignito della medaglia d'oro al valor militare alla memoria.